# Luís Miguel Cintra
Luís Miguel Cintra (Madrid, 29 de abril de 1949) es un famoso actor español de familia lisboeta. Dirige el Teatro da Cornucópia en Lisboa.

## Biografía
Luís Miguel Cintra es considerado por muchas artistas [¿quién?]  como uno de los mejores actores del teatro y cine europeo. Hijo del filólogo Luís Filipe Lindley Cintra, nació en Madrid porque su padre trabajaba por entonces con Ramón Menéndez Pidal, pero la mayoría de sus obras están realizadas en portugués. Es sin duda alguna uno de los grandes actores del teatro y el cine europeos. En teatro destaca su labor como director e intérprete de muchos clásicos al frente de su propia compañía, Teatro da Cornucópia. También ha intervenido en obras de ópera, la última de las cuales ha sido La vie pour jouer (Arthur Honegger-Paul Claudel), donde dirigió a Isabelle Huppert. En cine destaca su colaboración habitual con Manoel de Oliveira, con el que ha hecho dieciséis películas, y también las realizadas con autores como João César Monteiro, John Malkovich, Pedro Costa (director de cine), Maria de Medeiros o Christine Laurent. Su actuación en El mundo que fue y el que es significa su cuarta colaboración con Pablo Llorca, tras Todas hieren, La espalda de Dios y Uno de los dos no puede estar equivocado.
Luís Miguel Cintra estudió Filología Románica en la Facultad de Letras de la Universidad de Lisboa. Posteriormente, inició su carrera en el teatro y en el cine, dónde tuvo una gran importancia en Portugal.
Inició su carrera en el mundo del teatro en 1968, en el Grupo de Teatro de Letras, de esa Facultad de Letras, mientras estudiaba lingüística. Entre 1970 y 1972 acude al Acting Technical Course de la Bristol Old Vic Theatre School, como becario de la Fundación Calouste Gulbenkian. 
En 1973 fundó el Teatro da Cornucópia, con Jorge Silva Melo. El grupo, que ha puesto en escena más de cien obras teatrales, sigue en activo en 2011, y ha colaborado ese año con el grupo español Nao d'amores en el espectáculo Dança de la muerte, dirigido por Ana Zamora, nieta del lingüista Alonso Zamora Vicente (amigo este de Lindley Cintra), que, estrenado en LIsboa, ha pasado por escenarios toda la Península.
Luís Miguel Cintra ha participado mucho en el cine portugués, especialmente con el director Manoel de Oliveira, donde ha realizado muchas películas de gran éxito.

## Filmografía
| 1985 | Le Soulier de Satin                  |
| 1987 | O meu Caso                           |
| 1988 | Os Canibais                          |
| 1990 | Non, ou a Vâ Glória de Mandar        |
| 1991 | A Divina Comédia                     |
| 1992 | O Dia do Desespero                   |
| 1993 | Vale Abraão                          |
| 1994 | A Caixa                              |
| 1995 | O Convento                           |
| 1998 | Inquietude                           |
| 1999 | A Carta                              |
| 2000 | Palavra e Utopia                     |
| 2009 | Singularidades De Uma Rapariga Loira |
| 2016 | Correspondencias                     |

## Premios
- 2005: Premio Pessoa
- 2008: Premio Latino
- 2017: Premio Árvore Da Vida